# Joseph Haydn munkássága
Joseph Haydn (Rohrau, 1732. március 31. – Bécs, 1809. május 31.) a bécsi klasszicizmus első nagy mestere volt, aki kialakította a klasszikus szimfónia és vonósnégyes négytételes műformáját, valamint tökéletesítette a szonátaformát. Zeneszerzői működése közel ötven évet ölelt fel. Amikor az 1750-es években elkezdett komponálni, még javában virágzott a barokk zene, de már elkezdődött a rokokó letisztultabb formanyelvének kialakulása, illetve már az ő aktív közreműködésével teljesedett ki a bécsi klasszicizmus az 1760–70-es években. Utolsó éveiben pedig már a következő nagy korszak, a romantika első szakasza vette kezdetét.

## Vokális művei
Bár Haydn elsősorban a hangszeres zene területén alkotott korszakos jelentőségű műveket, életművének csaknem a felét vokális művek teszik ki. A vokális egyházzene egész pályafutása alatt meghatározó szerepet játszott munkásságában, két rövid időszakot kivéve: az 1780-as éveket, amikor II. József rendeletben tiltotta meg a figuratív templomi zenét, illetve a Londonban töltött éveket.Operáit, egy kivételével, az Esterházy-udvar számára írta, akárcsak miséinek jelentős részét. Ezenkívül korszakos jelentőségűek voltak oratóriumai, elsősorban a két, német nyelven írt utolsó műve a műfajban.

### Egyházzenéje
Haydn tanulóévei alatt zenei képzettségének a legnagyobb részét az osztrák egyházzenéből merítette, így nem meglepő, ha első zeneszerzői kísérletezéseinek is ez lett a kiindulópontja. A mise osztrák-bécsi stílusa feltehetőleg római és velencei mintaképekre támaszkodva alakult ki.
A zeneszerző korai miséit két csoportra lehet osztani: egy részük a missa brevis, másik részük a missa solemnis műfajához tartozik. A missa brevis egyik legfőbb jellegzetessége a tömörség. Annak érdekében, hogy a liturgikus szövegek előadásával minél hamarabb végezzenek, egyes esetekben a különböző szólistákkal más-más szöveget énekeltettek. A tömör megfogalmazás következtében ezeknek a miséknek a hangszerelése igen szerény (általában vonósokra és orgonára korlátozódik). Az missa brevisek esetében Haydn általában kórust sem alkalmazott. Ezzel szemben a papi segédlettel celebrált nagymise céljait szolgáló missa solemniseket nagyszabású zenekari kíséretet és kórust alkalmazott.

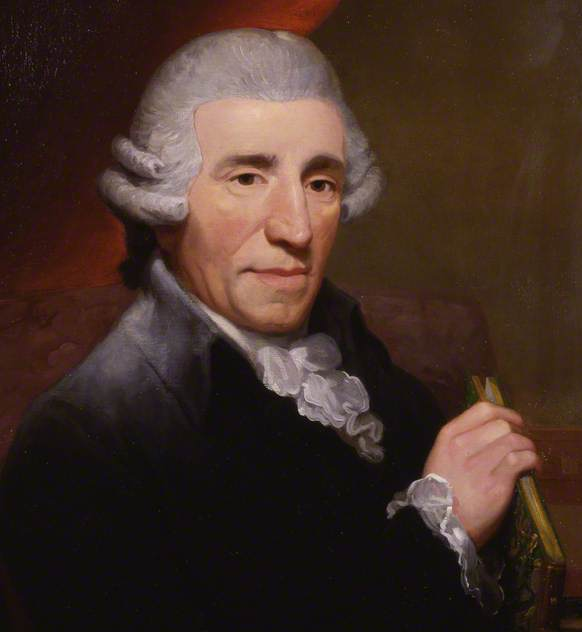
Thomas Hardy festménye, 1792

Haydn első két miséje a szerző legkorábbi ismert zeneművei közé tartozik. A G-dúr misében a Kyrie tételben gregorián dallamokat dolgozott fel, az F-dúr mise Benedictus tétele a nápolyi iskola hatásáról árulkodik. Mindkét mise esetében erősen tömörítve lett a szöveg, amelynek következtében szabadon áramló dallamosság csak az F-dúr mise Benedictusában tudott kibontakozni. Ugyanennek a misének a Kyrie tételében már felhangzik a „Dona nobis pacem”, amely Haydn későbbi miséinek is visszatérő eleme, és Beethoven első miséjében is megtalálható. A tétel hangvétele népies és már-már annyira vidám, hogy az összeegyeztethetetlen a szöveg komolyságával.
A zeneszerző harmadik miséje, a Nagy orgonamise (Esz-dúr mise) már igazi missa solemnis. Az előadó apparátus is nagy méretű: a négy szólóénekest és a vegyeskart orgona, vonósok, két angolkürt, fagott és két kürt, valamint két üstdob és trombita kíséri. A műben igen nagy szerep jutott az énekszólamoknak, de Haydn összességében a hangszeres zenei formanyelvek gazdag kidolgozására helyezte a hangsúlyt, így a szöveg bensőségesebb megfogalmazásával csak elvétve találkozunk.
Az 1770 körül keletkezett Cecília-mise a komponista legterjedelmesebb alkotása a műfajban. A mű sok tekintetben eltávolodott a tulajdonképpeni liturgiától, és Bach h-moll miséjéhez hasonló kantáta-misévé alakult a komponálás előrehaladtával. A Gloria tételben például a kórusrészleteket a szoprán szólam egy valóságos koloratúráriája, az alt-, tenor- és basszusszólamnak pedig egy igen terjedelmes tercettje szakítja meg. A zenekar eközben számos, a barokk zenére jellemző stíluselemet idéz fel. Haydn gyakorlatias észjárásának azonban nem felelt meg maradéktalanul a liturgiai célokra alkalmatlan kantáta-mise, ezért a későbbiekben felhagyott a műfajjal.
A két évvel később keletkezett Miklós-mise (G-dúr mise) egy szokatlanul nagy terjedelmű missa brevis. A viszonylag nagy zenekarban a szólóhangszerek is jelentős szerephez jutnak. Haydn Strm und Drang időszakának jelei ebben az alkotásban már megmutatkoznak. A fenyegető hangú Crucifixus és az Agnus dei drámai hangsúlyokkal színezett tétele már egyértelműen a szerző expresszív stílusát idézi. Az 1775 körül keletkezhetett Kis B-dúr orgonamisében a szűkre szabott megfogalmazás megakadályozza a szólisztikus elem túlzott érvényre jutását.
A zeneszerző első misealkotói korszakának utolsó darabja a Mariazelli mise (C-dúr), ami az autográf kézirat tanúsága szerint 1782-ben keletkezett. A darab stílusa nem egységes. A Kyrie tétel szonátaformájú, a Resurrexitben a missa brevisekhez hasonlóan egyszerre többféle szöveget is énekelnek, a Benedictus pedig az Il Mondo della Luna című opera egyik áriájának átalakításából keletkezett, az erős pátosszal indító tétel egyébként a darab jobban sikerült részleteihez tartozik, akárcsak az Incarnatus tenor áriája.
Haydn 1796–1802 között keletkezett hat késői miséje a londoni szimfóniák stílusát viszi át a mise műfajába. Az énekszóló ezekben a darabokban is helyet kapott, de ezek terjedelme jelentősen lecsökkent, dallamuk pedig egyszerűbb lett. Szóló-kvartettekkel jóval gyakrabban találkozhatunk ezekben a művekben, ezenkívül ezekben a misékben is találkozhatunk olyan részekkel, amelyek megzenésítése nem áll összhangban a szövegek mondanivalójával.
Haydn a bécsi klasszikus szerkesztéshez a hagyományoknak megfelelő szövegrészeknél nyúlt vissza. Például a Et vitam venturi-nál fúga- és kánonszerkesztést alkalmazott. A műben a derűs keresztény áhítat hangvétele dominál, a Credóban a szövegkihagyások különösen hatásosnak bizonyultak. A Nelson-mise ezzel szemben hangsúlyosan dramatikus hangvételű, ez a mester egyetlen moll hangnemű miséje. Erősen dramatikus hangvételű a Pauken-mise is. A Benedictus és az Agnus dei trombita fanfárjai és üstdob szólamai aktuális háborús élményeket tükrözhetnek. A Harmónia-mise A teremtés című oratóriumból idéz egy duettet. A gazdag fúvós kar és a fúvósok árnyalt kezelése miatt kapta a mű a Harmónia-mise elnevezést. Emellett figyelmet érdemel a hiánytalan liturgikus szöveg különösen gondos kezelése is.
A zeneszerző egyéb egyházzenei művei a kor szokásainak megfelelően gyakran a mester egyéb vokális műveinek az átdolgozásából keletkeztek. Az Accurrite hunc martales című offertórium például egy eredetileg az Esterházy-udvarnak írt kantáta volt. A miséken kívül a zeneszerző egyházzenei terméséből figyelmet érdemel a g-moll Salve Regina, vagy a Stabat Mater. A Stabat Mater hangvétele különösen újszerű: gyakori szinkópák, hirtelen fellépő dinamikai ellentétek teremtik meg a nyugvást nem ismerő szenvedés légkörét. A magánszólamok vezető szerepet kaptak, miközben a kórusnak csak igen kis szerep jut.
A Stabat Mater és a Salve Regina mellett a mester jól sikerült egyházzenei alkotásai közé tartozik két Te Deuma és C-dúr litániája is.

### Oratóriumai
Haydn összesen négy oratóriumot írt. Az elsőt 1774–1775 között Bécsnek komponálta Il ritornon di Tobia (Tóbiás visszatérése) címmel. A szövegkönyv egy ószövetségi apokrif írás témáját dolgozza fel, a megzenésítés olasz mintákat követ, de érezhető benne Haydn Sturm un Drang stílusa, valamint a szerző hangszeres stílusának hatása. A nyitány szimfonikus jellegű, a hangszerelés mesteri, a da capo áriák pedig a szonátaformához közelítenek. A mű három kórustételt és számos bravúr áriát tartalmaz, a recitativók nagy része szenvedélyes hangvételű recitativo accompagnato. Haydn 1784-ben átdolgozta a művet, számos áriát megrövidített, ezenkívül megtoldotta a művet két új kórussal, valamint kiegészítette a hangszerelést is. 1806-ban Sigismund Neukomm hangszerelte újra a művet.

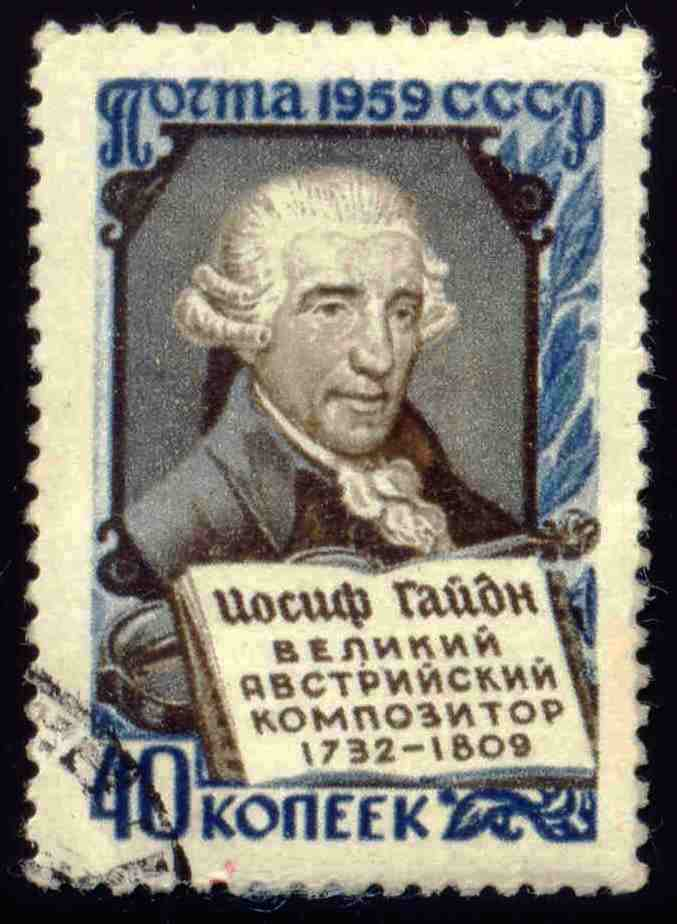
Szovjet bélyeg 1959-ből, Haydn arcképével

Az 1795–96-ban komponált A megváltó utolsó hét szava a keresztfán a zeneszerző életében és még a 19. században is nagy népszerűségnek örvendett, de ma már nem tartozik Haydn legnépszerűbb művei közé. A darab feltűnően rövid, a nyolc egymást követő adagio tétel pedig túlságosan is egyhangúnak tűnik. A mű legfigyelemreméltóbb részlete a második rész bevezetője, amelyet a zeneszerző utólag komponált a darabhoz, a-mollban.
Haydn első két oratóriuma olasz nyelven íródott, első német nyelvű műve a műfajban A teremtés című darab, amelyet Händel zenéje ihletett. A mű szövegét Gottfried van Swieten írta Milton Elveszett paradicsoma és a Biblia alapján. A bibliai szövegek a secco-recitativókban dominálnak. A teremtés végleg elválasztotta a műfajt a templomi kertektől: Haydn ugyanis hangversenyterembe szánta, és ott is adatta elő. A hangszeres bevezető nagyon szépen és hatásosan vázolja fel a teremtés előtti káoszt. Magának, a teremtés aktusának az ábrázolása már Beethoven szimfonikus stílusát előlegezi meg, miközben a kórusfúgák Händelre utalnak vissza. De Händelt idézi a nagyszámú szó- és képfestés (a leginkább figyelemre méltóak közé tartozik a hegyek és a tenger előbukkanását, a nap- és holdfelkeltét, a madarak megjelenését festő részek). Gyakran humorosnak tartják ezeket a részeket, amelyek a felvilágosult, optimista hangvételt erősítik. Ez az optimista hangvétel uralkodik az egész művön, a darab előrehaladtával ezt erősítik fel az egyre bonyolultabbá váló kórusrészletek. Az égi szférát a C-dúr, míg a halandók világát az B-dúr hangnem testesíti meg.
A zeneszerző utolsó darabja a műfajban Az évszakok címet viseli, és már nem egyházi, hanem világi jellegű. Szöveget ugyanaz a Gottfried van Swieten írta, aki A teremtés szövegkönyvét is papírra vetette. A műnek nincs szorosabb értelemben vett cselekménye. A középpontban a természeti hangulatok (átmenet a télből a tavaszba, hajnal, nyári zivatar, a haldokló természet télen stb.) és az emberi tevékenységek (aratás, vetés, vadászat, szüret) állnak. Az évszakok a szerző egyik legnépszerűbb kompozíciója, amit elsősorban a népies zenei nyelv könnyedségének, az áriákban és a cavatínákban megjelenő Singspiel stílusnak köszönhet. A kevésbé emelkedett tárgy ellenére Az évszakok kompozíciós szempontból virtuózabb A teremtésnél, és a hangvétele is sokkal sokszínűbb. A darab legjobban sikerült részei közé tartoznak a különböző kórusra komponált zsánerjelenetek. A kórusok egy része idillikus, más része vallásos hangvételű.

### Operái
Haydn körülbelül huszonöt operát írt, amelyek közül több partitúra zenéje megsemmisült, illetve töredékesen maradt fent. Egyetlen darabot kivéve (A filozófus lelke, avagy Orfeusz és Euridiké) az Esterházy-udvar számára keletkeztek, és a mai fertődi Esterházy-kastélyhoz tartozó színházban adták őket elő. Többségük olasz librettók alapján készült, az opera buffa, az opera seria vagy a semiseria hagyományait követve, illetve néhány Singspiel is kikerült a mester kezei alól az Esterházy-udvar marionettszínháza számára.
Haydn operái sem a tizennyolcadik században, sem később nem tudtak gyökeret verni a világ operaszínpadain, csak a 20. század második felében fedezték fel őket újra. Ez nem kis részben magyar zenekutatók és könyvtárosok érdeme, hiszen az operák autográf kéziratainak a többsége a mai napig Magyarországon található. Az operák többsége komikus hangvételű, ez elsősorban annak köszönhető, hogy Miklós herceg is az opera buffa műfaját részesítette előnyben. Az operaszerző Haydnra nagy hatást gyakoroltak Cimarosa, Piccinni és Paisiello operái. Operáinak hangvétele derűs, de a szellemes jellemábrázolás nélkülözi a lélektani mélységeket. Haydn számára nem állt rendelkezésre udvari költő, aki az Esterházy-udvar igényeinek megfelelő szövegkönyveket írt volna, így általában másodkézből kapott, utólag átszabott középszerű librettókat volt kénytelen megzenésíteni.
Haydn elsősorban hangszeres zeneszerző volt, így nem meglepő, ha sokszor operáinak hangszeres kísérete javítja fel az egyébként kissé unalmas énekszólamok hangzásvilágát. Harmóniaszövése nem mindig egyeztethető össze a szövegek tartalmával, recitativói színtelenek, de két opera seriája arról tanúskodik, hogy Haydn behatóan tanulmányozta Gluck operareformját. Ezenkívül az operák kisebb, észrevétlenül egymásba öltött fináléi is az újítások iránti fogékonyságát mutatják, egyes záróegyüttesei pedig kimondottan egyéniek.
Operaszerzői eszközei egyre gazdagodtak, ahogy a buffától és a seriától eljutott a különböző típusokat keverő művekig. Az idő előrehaladtával a zárt számok egyre hosszabbakká váltak, egyre jobban összeolvadtak a zenekar kíséretes recitativókkal, illetve idővel fináléinak terjedelme és jelentősége is megnövekedett.

## Hangszeres zenéje

### Szimfóniák
Haydnt általában a szimfónia atyjának szokták nevezni. Ez azonban nem azt jelenti, hogy ő írta a zenetörténet első szimfóniáit, csupán azt, hogy ő volt az a zeneszerző, aki kialakította a műfaj klasszikus, négytételes (gyors–lassú–menüett–rondószerű gyors) felépítését, valamint ő volt az első szerző, aki az idő előrehaladtával egyre tudatosabban alkalmazta a tételek megírása során a klasszikus szonátaformát.
A kutatók megállapították, hogy a Haydn szimfóniatermése az évek előre haladtával ritkult, miközben egyre nagyobb hangsúlyt fektetett a művek művészi kidolgozottságára. A korai szimfóniák nem haladták meg egy igyekvő tanítvány teljesítményét. Eleinte csak a hagyományokat folytatta. Ennek megfelelően a mester korai szimfóniái háromtételesek, menüett nélkül, a hangszerelés során a vonós hangszerekre fektette a hangsúlyt, fúvós hangszereket a lassú tételekben egyáltalán nem alkalmazott.

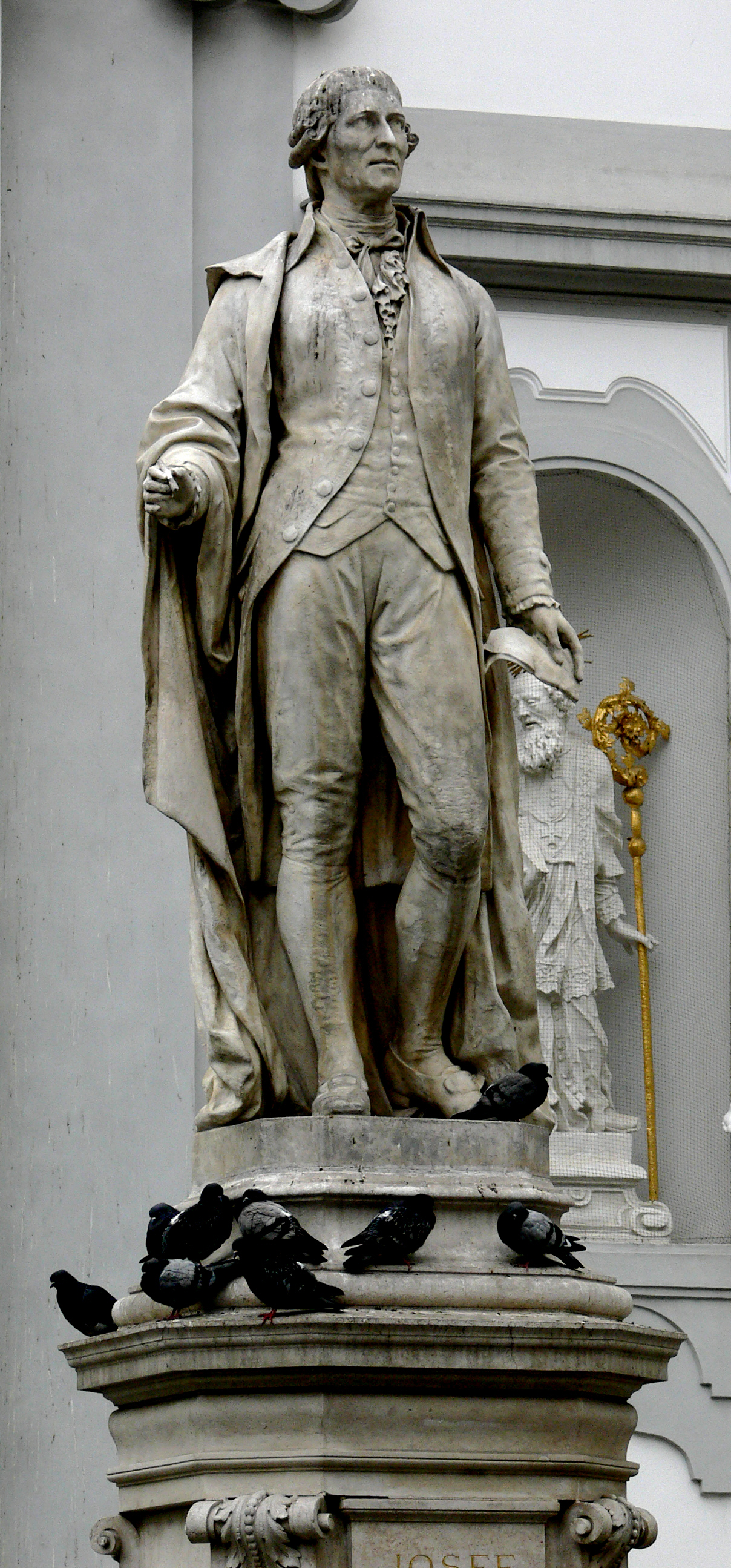
Haydn szobra Bécsben a Mariahilfer Straße-én

A fiatal zeneszerző azonban hamar elkezdett újításokkal kísérletezni. Már a harmadik szimfóniájába menüettet iktatott, hamar kipróbálta az ellenpontos szerkesztést is. De ennél nagyobb újítás volt, hogy egy idő után elkezdett a főtémával ellentétes melléktémákat alkalmazni a domináns hangnemben. Az 5. szimfóniában már a lassú tételekben is megszólalnak a fúvós hangszerek, még kisebb szóló epizódokat is kaptak. Haydn szimfóniáiban egybe olvasztotta a divertimento és a versenymű tételeit. Ennek a kevert stílusnak a legjobb példái az úgynevezett napszak szimfóniák: a Le Matin (A reggel), a Le Midi (A dél) és a Le Soir (Az este).
A ma klasszikusnak tekintett, négytételes szimfóniatípus csak Haydn 1765–1770 között írt darabjaiban öltött végső formát. A mester ettől kezdve csak nagyon ritkán tért el ettől a formától. Ezekben a művekben (No. 26, 34, 35, 38, 39, 41, 48, 49, 58, 49) már teljesen kifejlett formájában találkozhatunk a szonátaformával. A 34. szimfónia a zeneszerző első moll hangnemben írt darabja volt, de ennek adagio tételében még a barokk templomi szonáta formanyelvével találkozhatunk.
Az 1770-es években a szimfóniákban is előtérbe kerültek a moll hangnemek. A No. 42–47-es művekben kontrapunktikus technikákat alkalmazott, polifonikus szélső tételekkel, valamint kánonszerű menüettekkel, eközben az együttesek fokozatosan kétszólamúra csökkentek. Ezekben a darabokban számolta fel a zeneszerző szimfóniái utolsó divertimento-szerű stíluselemeit is. Az 1773–1783 között keletkezett művek egy része a mester színpadi zenéjére nyúlt vissza. Az 50–57-es, valamint a 60–71-es, illetve a 73–75-ös számú művek érzelmi változatossága a szerző operáira emlékeztetett. Ezekben a művekben gyakoribb a lassú bevezetés, Haydn a zenekart is kibővítette.
Az 1785 és 1786 között keletkezett Párizsi szimfóniák a nyilvános hangversenyek reprezentatív műfajává avatták a szimfóniát. A lassú tételek románcszerűre formálta, a menüett tételt pedig egyes esetekben szonátaszerűen vagy szonátarondószerűen építette fel. Haydn ekkor már túl volt Sturm und Drang korszakán, ennek következtében a Párizsi szimfóniákat az egyszerűség és a klasszikus formanyelv mesteri alkalmazása jellemzi.
Ettől kezdve Haydn legjelentősebb darabjait a műfajban már nyilvános hangversenytermek számára írta, nem pedig főúri családok magánhasználatára. A Londoni szimfóniák hangszerelésében nagy újdonságot jelentett a korban, hogy a fafúvósszólamokat klarinéttal egészítette ki. Az Angliában írt szimfóniák lassú tételei terjedelmes adagiókká duzzadtak, a menüettek pedig már a beethoveni scherzókra mutatnak előre (Beethoven a menüett tétel helyett egy idő után scherzo tételt alkalmazott). A tizenkét londoni szimfóniára nagy hatást gyakoroltak Mozart szimfóniái, illetve a Haydn által megismert különböző népi dallamok. A menüett tételekben például olykor német tánc és landler-szerű dallamok csendülnek fel, a No. 102–104-es darabokban pedig horvát népdalokat dolgozott fel.

### Versenyművek
Haydn versenyművei jelentőségüket tekintve elmaradnak szimfóniáitól. Haydn egy hangszernek sem volt a virtuóza, így nem meglepő, ha versenyművei többségéből hiányzik a szólóhangszer bravúrszólója. Az idő előrehaladtával a zeneszerző egyre kevesebb művet komponált a műfajban, ebből is látszik, hogy a műfajt egy idő után idegennek érezte magától.
Haydn versenyművei közül figyelmet érdemelnek zongoraversenyei. Ezekben a szólóhangszert az esetek többségében csak vonósok kísérik, a szólóhangszer szólama pedig általában orgonán is előadható. A fennmaradt kéziratok tanúsága szerint a zeneszerző nem húzott világos határvonalat a concerto és a divertimento közé, így a darabok többsége kevert műfajú. A D-dúr versenyműben (Hob. XVIII/11) sikerült a legvirtuózabbra a szólóhangszer kezelése, ennek a versenyműnek az 1784-ben nyomtatásban megjelent kiadása elsőként nevezi meg kifejezetten a fortepianót szólóhangszernek a csembaló helyett. A szerzőnek ez az egyetlen zongoraversenye, amely a mai napig nagyobb népszerűségnek örvend.

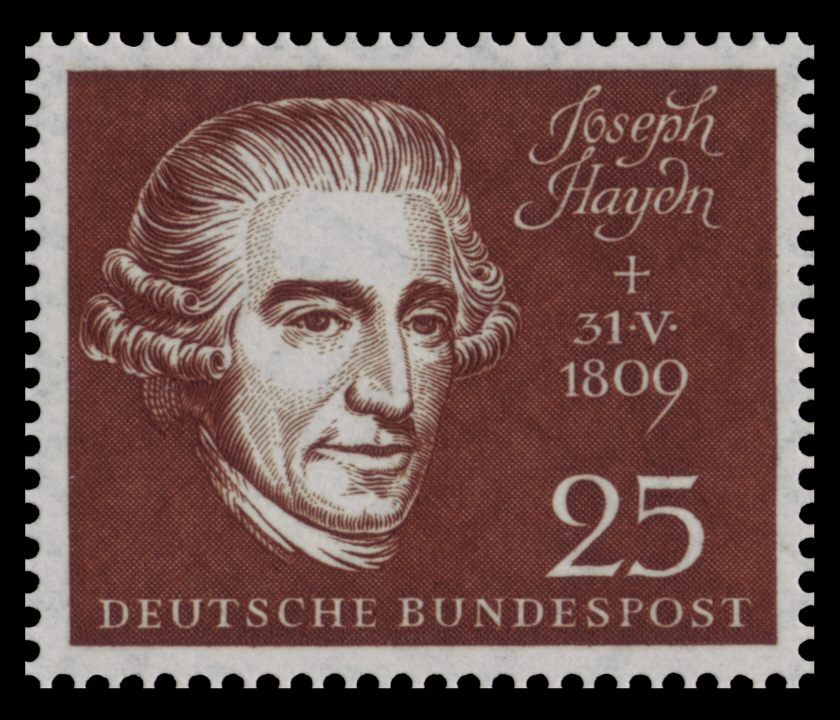
Bélyeg Haydn arcképével 1959-ből

Az 1783-ban keletkezett D-dúr gordonkaversenyt sokáig Anton Kraftnak tulajdonították, egészen addig, amíg 1954-ben elő nem került a darab autográf kézirata. A gordonkaszólama virtuóz, az egyes tételek főtémája megtartja a barokk versenyművekre jellemző ritornell formára (ritornell: refrénszerű dallam, amelynek visszaérései tematikailag szabad, hangnemváltó epizódokkal váltakoznak) emlékeztető jellegét. Az első tétel főtémájának ritornell témájának jellegzetes fordulatai a másik két tételben is vissza-visszatérnek, így a három tétel között tematikus összefüggést teremtenek meg, az átkomponáltság (átkomponált versenymű: a tételek között nincs szünet, így nem érzékelhető, hogy a darab több tételből épül fel) látszatát kelti. A D-dúr gordonkaverseny mellett a C-dúr gordonkaverseny (No.1) örvend nagy sikernek: napjainkban a legtöbb csellista repertoárjában megtalálható annak ellenére, hogy egészen 1961-ig elveszettnek tekintették.
Haydn utolsó versenyműve az Esz-dúr trombitaverseny volt, amely 1796-ban keletkezett. Ennek az a jelentősége, hogy már nem a hagyományos, billentyű nélküli trombitákat és kürtöket alkalmazta benne a zeneszerző, hanem az Anton Weidinger által kifejlesztett billentyűs rézfúvósokat. A billentyűs trombita kiszélesítette a hangszer hangkészletét. Haydn az elsők között volt, akik ezt a lehetőséget kihasználva a trombita új, lírai lehetőségeit bontakoztatták ki versenyműveikben. Az egyes tételekben szimfonikus igénnyel vitte tovább a főtémákat.

### Vonósnégyesek
A szimfóniák mellett Haydn legismertebb és ma is leggyakrabban játszott darabjai a vonósnégyes műfajában születtek. A zeneszerző első vonósnégyeseit huszonhárom éves korában komponálta, ezek nagyrészt még öttételes szvit darabok voltak, amelyekben a legfontosabb szólamot mindig az első hegedű játszotta, a tételek általában azonos hangnemben íródtak, csak a lassú tételben fordult elő hangnemváltás. A darabok nagy része még a divertimento vagy szerenád műfaji megjelölést kapta. Látható tehát, hogy Haydn vonósnégyesei a délnémet–osztrák szerenádmuzsikában gyökereztek.
Maga a zeneszerző az 1769–1770 között írt op. 9-es gyűjtemény darabjait tekintette legelső, teljes értékű vonósnégyeseinek. Az előző gyűjteményekkel szemben ezt a gyűjteményt eleve ciklusnak tervezte. A darabokban az első hegedű mindig kiemelt szerepet kap, de a többi szólam nincs alárendelve neki: kvázi minden hangszer szólama egyenrangú, de a saroktételekben az első hegedű erősen központi szerepet kapott. A gyűjtemény darabjaiban már mintává vált a négytételes forma, a menüett tétel szervesen beépült a kompozíciókba, a lassú tételek pedig harmóniailag mélyebbek lettek.
A két évvel később keletkezett op. 20-as kvartettek már a Sturm und Drang időszak termékei voltak: Haydn ezekben előszeretettel alkalmazta az ellenpontos technikát, illetve a több témára írt fúga szerkesztést. A darabok hangvétele hangsúlyozottan drámai. A következő jelentős gyűjteményben, az op. 33-as Orosz kvartettekben, Haydn már egy jóval kiforrottabb, kevésbé kísérletező formanyelvet valósított meg. Ezek a darabok jóval egyszerűbbnek hatnak, a finálé tételek gyakran szonáta-rondó formában íródtak, a menüett helyett pedig ezekben a művekben már gyakran scherzo tételt találunk. Ezek a darabok azok, amiket a későbbi zeneszerzők (így Mozart is) a műfaj közvetlen mintájának tekintettek.
Az idő előrehaladtával a mester vonósnégyesei egyre inkább szimfonikus jelleget öltöttek. Jó példa erre az 1790-ben keletkezett op. 64-es gyűjtemény, amelyek már átmenetet képeznek a házimuzsika és a hangversenytermi zene között (ugyanis Haydn vonósnégyesei, akárcsak szimfóniái, eleinte magánhasználatra, házi zenélésre készültek). 1797-ben készült el Haydn utolsó vonósnégyes-ciklusa. Ezzel az op. 76-os gyűjteménnyel a mester mintegy megkoronázta vonósnégyes-művészetét. Ezekben a darabokban már az egyes művek egyedisége került előtérbe.

### Egyéb kamaraművek
Haydn kamarazenei életművének legjelentősebb darabjai kétségkívül vonósnégyesei, de pályája elején, illetve az Esterházy-udvarban eltöltött első éveiben több más kamarazenei alkotás is kikerült kezei alól. Aztán az 1770-es évek közepétől Haydn kamarazenei alkotó kedve fokozatosan csökkent.
1766 és 1778 között Esterházy Miklós számára százhuszonhat barytontriót komponált brácsára vagy hegedűre, csellóra és barytonra. Haydn igyekezett kiaknázni a baryton vonós és pengetett játékmódjának lehetőségeit. A triók azonban jóval konvencionálisabb felépítésűek, mint az ez időben keletkezett szimfóniák és vonósnégyesek, hiányzik belőlük a szonátaforma tematikus kidolgozása és a kísérletező kedv valami új létrehozására. A darabok általában háromtételesek, egy moderato vagy egy lassú tempójú variációs tétellel indítanak, majd ezt követi egy menüett, végül egy általában rondó formájú gyors zárótétel. A zárótételben olykor megjelenik a szonáta- vagy a fúgaforma is, de ez nem jellemző.
A zeneszerző barytontriói mellett figyelmet érdemelnek még az általában ma is alulértékelt zongoratriói. A kutatók közül még sokan ma is kísérleti jellegűnek tekintik a 18. századi billentyűs triókat, sokan úgy beszélnek róluk, mint kíséretes szonátákról. Haydn billentyűs trióiban is általában mindig a billentyűs hangszer szólama dominál, a cselló nagyrészt a zongora bal kéz szólamának megkettőzését szolgálja, és általában a hegedűszólama is inkább kíséret, mint szóló jellegű. Viszont az utolsó tizenöt zongoratrióban, amit a zeneszerző Londonban komponált, és amelyekben az angol zenekedvelők igényeihez alkalmazta a műfajt, a zongora szólama igen virtuóz, így ezek közül némelyik darab népszerűvé tudott válni a hangversenytermekben. A darabok általában háromtételesek, a középső tétel rendszerint lassú, a két szélső tétel pedig gyors. A kezdő tételek olykor variációk, a záró tételek pedig tánctételek.

## Zongoraszonátái
Haydn billentyűs művei az 1760-as években még csembalóra íródtak, aztán az 1770-es években egyformán komponált fortepianóra és csembalóra (gyakran semleges módon mindkét hangszerre). Az 1780-as évek elejétől kezdve aztán a zeneszerző egyre gyakrabban komponált fortepianóra, míg nem az évtized végétől már döntően fortepianóra írta szóló billentyűs zenéjét.
Ezen darabok nagy része hölgyek, esetleg a zeneszerző tanítványai számára íródott. A darabok többsége három tételes: egy gyors nyitó tétel után következik egy lassú tétel, majd egy záró tánc tétel (általában menüett). A két tételes szonáták általában lassú-gyors formát követnek. Régebben a zenetörténészek úgy gondolták, hogy a három tételes forma, illetve szerény (általában közepesen gyors, visszafogott menüett formában íródot) zárótételek Haydn éretlenségét és konzervatív zenei gondolkodását tükrözték. Ma már azonban egyetértenek a kutatók abban, hogy ezeket a műveket is annyira gondosan és finoman dolgozta ki, mint a vonósnégyeseket és a szimfóniákat. Ezt támasztja alá, hogy az említett két műfaj mellett a billentyűszonáták is végigkísérték a zeneszerző pályáját.
A zeneszerző korai, 1766 előtt komponált zongoraszonátáinak egy része sajnos csak töredékesen maradt fent. A művek eredetileg még a partita vagy a divertimento műfaj megjelölést viselték. A dieveritmentóhoz közelíti a darabokat a tételek azonos hangneme, valamint a menüett beiktatása az ekkoriban még négy tételes tétel rendbe. A szonátaformát általában csak a nyitó tételben alkalmazta Haydn, illetve gyakran elhagyta a lassú tételt. Ha nem a menüett volt a záró tétel, akkor azt mindig egy gyors tempójú, rondó formájú finálé követte. Érett billentyűs szonátái három ciklusban jelentek meg az 1770-es években és 1780-ban. Ekkor már a darabok többsége három tételes volt, lassú vagy menüett közép tétellel.

## Lásd még
- Joseph Haydn
- Joseph Haydn műveinek listája